# Brusy
Brusy (Bruß fino al 1920 e dal 1939 al 1945) è un comune urbano-rurale polacco del distretto di Chojnice, nel voivodato della Pomerania.
Ricopre una superficie di 400,74 km² e nel 2004 contava 13 021 abitanti.